# كوداكية كاليفورنية
كوداكية كاليفورنية (الاسم العلمي: Codakia californica) هي نوع من الحيوانات تتبع جنس الكوداكية من فصيلة اللوسينات.